# Serassi

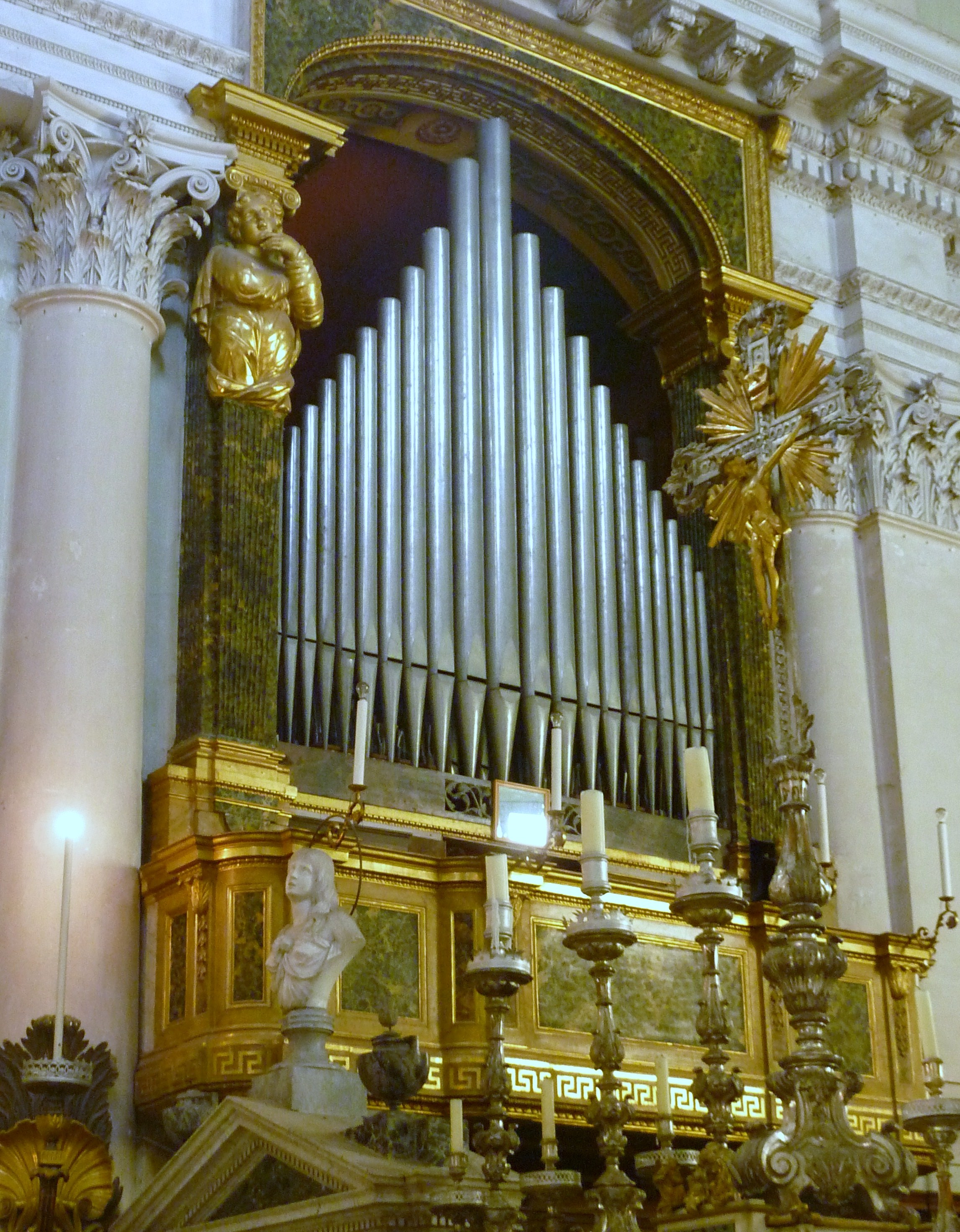
Opera di Giuseppe II Serassi presso la cappella ducale di San Liborio a Colorno

La famiglia Serassi fu una celebre dinastia di maestri organari, originari di Grandola ed Uniti, attivi per sei generazioni, dal 1720 al 1895. Le loro opere sono dislocate principalmente in Lombardia, Emilia-Romagna, Piemonte e Liguria.

## La storia

### Gli inizi

#### Giuseppe I
La famiglia Serassi è originaria di Cardano una frazione di Grandola ed Uniti (Como), dove nacque Giuseppe I (1693-1760). Nel 1720 questi risulta attivo a Bergamo operando in diverse località come manutentore e dove nel 1723 colloca un organo, il primo noto, nella chiesa della Madonna del Castello di Ambivere (BG).

#### Andrea Luigi
Dei sei figli di Giuseppe, tre femmine e tre maschi, sarà soprattutto Andrea Luigi (1725-1799) a curare la fabbricazione d'organi – gli altri due fratelli intraprenderanno la carriera ecclesiastica –, contribuendo ad elaborare nuovi disponivi tecnici e migliorando la composizione fonica degli strumenti, mentre un particolare rilievo sul piano intellettuale lo avrà l'abate Pier Antonio (1721-1791) che, dotato di grande erudizione verrà ricordato per i suoi studi sulla vita e l'opera di Torquato Tasso. Alla definitiva affermazione della casa bergamasca contribuirà senza dubbio la figura e l'opera di Giuseppe II (1750-1817). 

### Il perfezionamento

#### Giuseppe II
Artefice di grande genio, Giuseppe II contribuisce all'arte organaria con invenzioni originali (fra cui una trasmissione meccanica sotterranea che unisce gli organi collocati in due cantorie contrapposte, che realizzò a Bergamo in S. Alessandro nel 1781), e numerosi perfezionamenti alla meccanica e al sistema trasmissivo. Altra sua notevole opera è il grande organo della cappella ducale di San Liborio a Colorno (Parma), dotato di ben 2.898 canne. Le idee di Giuseppe Serassi sulla fabbricazione degli organi e le sue considerazioni storico-erudite intorno ai fabbricanti del passato, sono oggetto di una raccolta epistolare pubblicata a Bergamo nel 1816.

### L'apogeo

#### Carlo
Alla morte di Giuseppe i suoi figli Andrea (1776-1843), Carlo (1777-1849), Alessandro (1781-1870), Giuseppe III (1784-1849), Giacomo (1790-1877), Ferdinando (1792-1832), portano il prestigioso marchio al suo apogeo; ma è soprattutto Carlo Serassi a conquistare una meritata fama come costruttore, attestata dai numerosi riconoscimenti che gli vengono assegnati da Istituzioni ed Accademie (Bologna, Firenze, Bergamo). Gli strumenti prodotti dalla Imperial Regia Fabbrica di Bergamo diventano presto uno status symbol tanto per le chiese di centri importanti quanto per sedi periferiche. Dal Piemonte - dove operano soprattutto nel Canavese - alla Corsica, dalla Toscana alla Sicilia, il nome Serassi è sinonimo di prestigio e qualità.

#### Giacomo

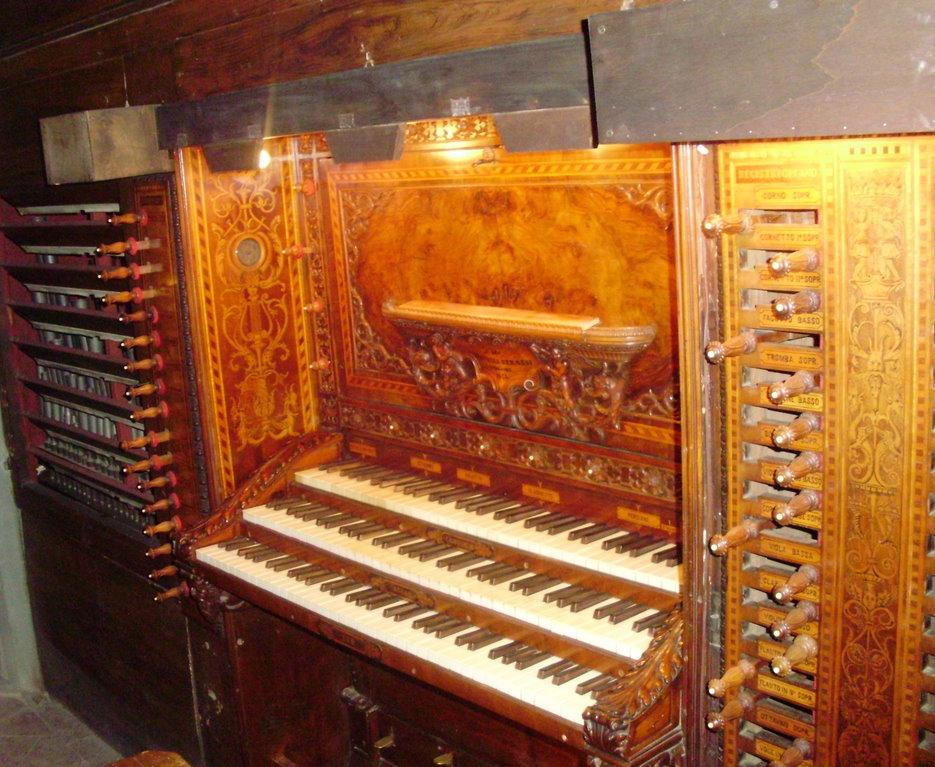
Opera di Giacomo Serassi (1864-1865) presso la Basilica di San Lorenzo di Firenze

In seguito alla scomparsa di Carlo, Giacomo Serassi coadiuvato dai nipoti Giuseppe IV, Carlo II e Vittorio e da uno stuolo di operai qualificati (fra i quali Locatelli, Bianchi, Giudici, Allieri, Perolini) continua l'attività negli anni 1860 quando gerente della fabbrica è Giovan Battista Castelli, autore fra l'altro, di un catalogo delle opere della fabbrica fino al 1868 e coautore, insieme al musicista cremasco Vincenzo Petrali di un noto metodo intitolato Norme generali sul modo di trattare l'organo moderno con esempi musicali del noto maestro organista Vincenzo Petrali.

### La decadenza

#### Ferdinando II
Intorno al 1870 la gloriosa fabbrica Serassi inizia ad avvertire segni di crisi. Giacomo Locatelli (1839-1875) insieme al Castelli e ad altri operai lascia la casa madre per aprire un proprio laboratorio. Per i Serassi la parabola discendente è ormai avviata. Nell'ultimo scorcio del XIX secolo Ferdinando II Serassi opera in collaborazione con Casimiro Allieri (1848-1900), soprattutto in Sicilia dove realizza strumenti imponenti come quelli della chiesa Madre a Ragusa Ibla, del duomo di San Giorgio a Modica Alta, del Santissimo Salvatore a Ragusa (1893) nonché realizza vari organi per le maggiori chiese di Chiaramonte Gulfi sempre in provincia di Ragusa, come nella chiesa di san Filippo d'Agira. In passato ve ne erano altri due uno nella chiesa Madre poi ingrandito dopo il 1910 dalla ditta Polizzi di Modica e un secondo nella chiesa commendale di San Giovanni scempiato nel 1968 per l'incuria dell'uomo sostituendolo con un altro proveniente dalla Chiesa del Carmine di Ragusa (di cui oggi resta solo il campanile) riadattato dalla Ditta Polizzi di Modica.
Nel 1894 Ferdinando II Serassi muore determinando la definitiva chiusura della gloriosa esperienza della fabbrica bergamasca. Un anno più tardi Vittorio Serassi come rappresentante della ditta, attraverso atto notarile concede alla casa Locatelli di aggiungere alla sua ragione sociale la denominazione "Successore alla vecchia ditta Fratelli Serassi".

## Cronologia genealogica della famiglia Serassi
|                       |                       |                               |                               |                            |                            |                                |                             |                             |                     |                          |                          |
|                       |                       |                               |                               |                            |                            | Giuseppe I Serassi *1693 †1760 |                             |                             |                     |                          |                          |
|                       |                       |                               |                               |                            |                            |                                |                             |                             |                     |                          |                          |
|                       |                       |                               |                               |                            |                            |                                |                             |                             |                     |                          |                          |
|                       |                       |                               |                               |                            | Andrea Luigi *1725 †1799   | Andrea Luigi *1725 †1799       | Giovan Battista *1727 †1808 | Giovan Battista *1727 †1808 |                     |                          |                          |
|                       |                       |                               |                               |                            |                            |                                |                             |                             |                     |                          |                          |
|                       |                       |                               |                               |                            |                            |                                |                             |                             |                     |                          |                          |
|                       |                       |                               |                               |                            | Giuseppe II *1750 †1817    |                                |                             |                             |                     |                          |                          |
|                       |                       |                               |                               |                            |                            |                                |                             |                             |                     |                          |                          |
|                       |                       |                               |                               |                            |                            |                                |                             |                             |                     |                          |                          |
| Andrea II *1776 †1843 | Andrea II *1776 †1843 | Carlo I *1777 †1849           | Carlo I *1777 †1849           | Alessandro *1781 †1870     | Alessandro *1781 †1870     | Giuseppe III *1784 †1849       | Giuseppe III *1784 †1849    | Giacomo *1790 †1877         | Giacomo *1790 †1877 | Ferdinando I *1792 †1832 | Ferdinando I *1792 †1832 |
|                       |                       |                               |                               |                            |                            |                                |                             |                             |                     |                          |                          |
|                       |                       |                               |                               |                            |                            |                                |                             |                             |                     |                          |                          |
|                       |                       | Giuseppe IV *1824 † post 1893 | Giuseppe IV *1824 † post 1893 | Carlo II *1828 † post 1878 | Carlo II *1828 † post 1878 | Vittorio *1829 † post 1899     | Vittorio *1829 † post 1899  |                             |                     |                          |                          |
|                       |                       |                               |                               |                            |                            |                                |                             |                             |                     |                          |                          |
|                       |                       |                               |                               |                            |                            |                                |                             |                             |                     |                          |                          |
|                       |                       |                               |                               | Ferdinando II *1855 †1894  |                            |                                |                             |                             |                     |                          |                          |

## Opere

### XVIII secolo
- 1723: Santuario della Madonna del Castello, Ambivere (BG)
- 1729: Chiesa Parrocchiale del Santissimo Salvatore, Vercana (CO)
- 1737: Santuario della Natività della Beata Vergine Maria in Sombreno, Paladina (BG)
- 1738: Chiesa Parrocchiale di Giovanni Battista, Bagnatica (BG)
- 1739: Monastero di Santa Maria Annunziata, Zogno (BG)
- 1749: Santuario della Beata Vergine della Pallavicina, Izano (CR)
- 1759: Chiesa Parrocchiale di Benedetto da Norcia, Crema (CR)
- 1761: Chiesa Parrocchiale di San Gregorio Magno, Consiglio di Rumo, (CO)
- 1768: Chiesa Parrocchiale di Sant'Antonio abate a Bolzone di Ripalta Cremasca (CR)
- 1770: Chiesa di Chiara d'Assisi, Lodi
- 1771: Chiesa di Sant'Eusebio, Castel San Pietro (Canton Ticino)
- 1772: Chiesa Parrocchiale di San Vigilio, Calco (LC)
- 1773: Santuario della Madonna della Neve, Iseo (BS)
- 1774: Santuario della Beata Vergine di Caravaggio, Codogno (LO)
- 1774: Chiesa Parrocchiale di Sant'Agata, Trescore Cremasco (CR)
- 1775: Chiesa Parrocchiale di Santa Margherita, Pandino (CR)
- 1775: Chiesa di San Germano Vescovo, San Germano Vercellese (VC)
- 1776: Chiesa Parrocchiale dei Santi Lorenzo e Agnese, Loveno di Menaggio (CO)
- 1778: Chiesa Parrocchiale di San Zenone Vescovo, Osio Sotto (BG)
- 1779: Chiesa di San Filippo Neri, Lodi
- 1781-82: Basilica di Sant'Alessandro in Colonna, Bergamo (BG)
- 1781: Chiesa di San Marco, Cavernago (BG)
- 1781: San Domenico, Casale Monferrato (AL)
- 1782: Cattedrale di Sant'Ambrogio, Vigevano (PV)
- 1782: Chiesa di San Martino, Pianello del Lario (CO), frazione Calozzo
- 1784; Chiesa Parrocchiale di Sant'Antonio Abate, Berbenno (BG)
- 1785: Chiesa di Santa Maria Assunta, Balzola (AL)
- 1785: Chiesa della Trasfigurazione di Nostro Signore, Brumano (BG)
- 1787: Chiesa Parrocchiale di Brusio (Cantone dei Grigioni, Svizzera)
- 1787: Chiesa di Santa Margherita, Tavagnasco (TO)
- 1788: Chiesa Santa Teresa del Bambin Gesù (PR)
- 1790: Cattedrale di Santa Maria Assunta, Ivrea (TO)
- 1790: Chiesa di Santa Maria Annunziata, Serina (BG)
- 1790: Chiesa Collegiata di San Giovanni Battista, Pieve Ottoville (PR)
- 1792: Cappella ducale di San Liborio, Colorno (PR)
- 1792: Chiesa Parrocchiale di San Cornelio e San Cipriano, Vaiano Cremasco (CR)
- 1794: Chiesa di San Pietro, Cornalba (BG)
- 1794: Concattedrale di San Pietro Apostolo, Guastalla (RE)
- 1795: Chiesa di Sant'Antonino, Borgo Val di Taro (PR)
- 1795: Chiesa Parrocchiale di San Pietro in Vincoli, Madignano (CR)
- 1797: Chiesa Prepositurale di San Giacomo Maggiore, Averara (BG)
- 1798: Chiesa Prepositurale dei Santi Nazaro e Celso, Urgnano (BG)
- 1799: Ex Chiesa Parrocchiale di Santa Maria Maddalena, Zambla di Oltre il Colle (BG)
- Fine XVIII secolo: Chiesa Parrocchiale dei Santi San Marco Evangelista e Martino vescovo, Ciserano (BG)

### XIX secolo
- ~1800: Chiesa Arcipresbiterale Plebana di San Martino, Piazza Brembana (BG)
- 1801: Chiesa Parrocchiale di Santa Maria Assunta, Castiglione d'Adda (LO)
- 1802: Chiesa Parrocchiale dei Santi Sette Fratelli Martiri, Ranica (BG)
- 1802: Chiesa Parrocchiale dei Santi Pietro e Paolo, Roncobello (BG)
- 1804: Chiesa Prepositurale di Sant'Agata (rifatto nel 1900 da Pansera), Martinengo (BG)
- 1808: Basilica della Santissima Annunciata, Como
- 1808: Chiesa Parrocchiale di San Biagio, Musso (CO)
- 1809: Collegiata di Nostra Signora Assunta, Tenda (Francia - Provenza)
- 1810: Chiesa Prepositurale di San Siro, Soresina (CR)
- 1812: Chiesa Parrocchiale di Santa Maria Assunta, Pontoglio (BS)
- 1813: Chiesa Parrocchiale di San Martino Vescovo, Adrara San Martino (BG)
- 1815: Chiesa Prepositurale di Santa Maria Assunta, Calcinate (BG)
- 1815: Basilica Minore dedicata di San Giovanni Battista, Melegnano (MI)
- 1816: Oratorio di San Filippo Neri, Genova
- 1816: Chiesa Parrocchiale della Beata Vergine del Carmine in Soriasco (PV)
- 1819: Basilica Minore Prepositurale di San Martino, Alzano Lombardo (BG)
- 1819: Chiesa dei Santi Pietro e Pantaleone, Bosco Marengo (AL)
- 1820: Chiesa Parrocchiale di San Vito, Cremia (CO)
- 1821: Chiesa di San Pietro Apostolo, Abbiategrasso (MI)
- 1821: Chiesa di San Martino Vescovo, Albiano Magra (MS)
- 1821: Chiesa Parrocchiale di San Martino, Azeglio (TO)
- 1821: Chiesa Parrocchiale di Caluso (TO)
- 1821: Chiesa dei Santi Giovanni e Agostino, La Spezia
- 1822: Chiesa di San Bartolomeo Apostolo in Borghetto Lodigiano (LO)
- 1822: Pieve di Santo Stefano Protomartire, La Spezia, frazione Marinasco
- 1823: Sant'Andrea e Santa Maria Assunta, Asola (MN)[3]
- 1823: Chiesa dei Santi Giovanni e Agostino, La Spezia
- 1825: Chiesa Parrocchiale di Santa Maria Annunciata - Detta la Signora, Isorella (BS)
- 1825: Oratorio della Santissima Annunziata, Ovada (AL)
- 1826: Duomo Vecchio di Brescia
- 1827: Chiesa di Sant'Agata nel Carmine, Bergamo
- 1827: Oratorio dei Santi Giacomo e Filippo, Gavi (AL)
- 1827: Santuario della Beata Vergine del Bailino, Levate (BG)
- 1827 nº 419: Oratorio di Nostra Signora Assunta, Varazze (SV)
- 1828: Basilica Prepositurale Santo Stefano Protomartire, Canzo (CO)
- 1828: Chiesa Prepositurale di San Giorgio Martire, Capriolo (BS)
- 1829: Chiesa Parrocchiale Maria Vergine Assunta, Garessio (CN)
- 1831: Basilica di San Gaudenzio di Novara
- 1831: Chiesa Parrocchiale di S. Giovanni Battista, Orio Litta (LO)
- 1831: Cappella Musicale della Cattedrale di Pisa
- 1831: Chiesa di San Giovanni Battista di Racconigi (CN)
- 1832: Chiesa di San Martino, Bastremoli di Follo (SP)
- 1832: Chiesa di Santa Maria di Nazareth, Sestri Levante (GE)
- 1832: Chiesa dei Santi Prospero e Siro, Vezzano Ligure (SP)
- 1832: Chiesa di Santa Maria, Valli del Pasubio (VI)
- 1833: Chiesa di Santa Croce e Sant'Alessandro, Gandino (BG)
- 1834: Chiesa Parrocchiale di San Gregorio Magno, San Vigilio di Concesio (BS)
- 1834: Santuario della Madonna delle Grazie, Crema (CR)
- 1834: Chiesa di Sant'Andrea, Mairano (BS)
- 1834: Oratorio degli Angeli, Vigevano (PV)
- 1835: Cattedrale di Santa Maria Assunta, Lodi
- 1835: Chiesa Parrocchiale dei Santi Gervasio e Protasio, Maleo (LO)
- 1835: Chiesa Parrocchiale dei Santi Gervasio e Protasio, Vercurago (LC)
- 1836: Chiesa parrocchiale di Caldonazzo (TN)
- 1836: Santuario di Santa Maria della Misericordia di Castelleone (CR)
- 1836: Chiesa conventuale di San Domenico Trino Vercellese (VC)
- 1836: Basilica di Santa Maria in Campagna[4], Piacenza
- 1837: Chiesa di San Bartolomeo, Gerola Alta (SO)
- 1837: Chiesa di San Valerio martire, Occimiano (AL)
- 1837: Confraternita del Santissimo Nome di Gesù e Rosario, Occimiano (AL)
- 1838: Collegiata di San Bartolomeo Apostolo, Busseto (PR)
- 1839: Chiesa Parrocchiale di Santa Maria Maddalena, Castelnuovo Magra (SP)
- 1838: Basilica di Santa Maria in Campagna, Piacenza
- 1840: Cattedrale di San Michele Arcangelo, Albenga (SV)
- 1840: Chiesa Parrocchiale della B.V.M. Assunta Mosso (BI)
- 1840: Chiesa di Santa Maria, Sarzana (SP)
- 1840: Chiesa Parrocchiale dei Santi Faustino e Giovita Martiri, Villa d'Almè (BG)
- 1841: Chiesa arcipresbiterale dei Santi Fermo e Rustico, Caravaggio (BG)
- 1842: Chiesa parrocchiale di San Mamante, Cavaglio d'Agogna (NO)
- 1843: Chiesa dei Santi Faustino e Giovita, Brescia
- 1843: Duomo di Santa Maria Maddalena in Desenzano del Garda (BS)
- 1844: Cattedrale di Santa Maria Assunta e San Gottardo, Asti
- 1845: Chiesa Parrocchiale di San Giorgio Martire, Calvagese della Riviera, Località di Mocasina (BS), Organo Opus 582
- 1845: Chiesa dei Santi Apostoli Pietro e Paolo, Preseglie Preseglie (BS)
- 1846: Chiesa parrocchiale di San Giovanni Battista, Cernusco Lombardone (LC)
- 1847: Chiesa del Gesú[5], Palermo
- 1848: Chiesa Parrocchiale B.V.M. Assunta, Asigliano Vercellese (VC)
- 1848: Chiesa di Santo Spirito, Bergamo
- 1848: Chiesa Collegiata di Santa Maria Maggiore, Novi Ligure (AL)
- 1849: Chiesa Parrocchiale di Sant'Andrea Apostolo, Bergamo
- 1849: Chiesa Arcipretale dei Santi Pietro e Paolo, Vailate (CR)
- 1850: Basilica Concattedrale di Sant'Andrea, Mantova
- 1850: Basilica Prepositurale San Vittore Martire, Missaglia (LC)
- 1851: Chiesa Prepositurale di San Biagio, Caprino Bergamasco (BG)
- 1851: Chiesa Prepositurale di San Giovanni Battista, Palazzago (BG)
- 1851: Chiesa Parrocchiale di Sant'Antonio da Padova, Schilpario (BG)
- 1852: Chiesa Parrocchiale di San Giovanni Battista, Carpenedolo (BS), Contratto 6 ottobre 1852
- 1852: Chiesa Parrocchiale di San Bartolomeo Apostolo, Almenno San Bartolomeo (BG)
- 1852: Chiesa di Santa Maria Maggiore, Valenza (AL)
- 1853: Chiesa Parrocchiale del Santissimo Salvatore, Comun Nuovo (BG)
- 1853: Chiesa Prepositurale di Santa Maria Assunta e Sant'Ippolito Martire, Gazzaniga (BG)
- 1854: Chiesa Parrocchiale di San Vittore Martire, Bottanuco (BG)
- 1854: Chiesa Parrocchiale Santissimo Ecce Homo - Ragusa (RG)
- 1854: Chiesa Parrocchiale di Ognissanti, Rovetta (BG)
- 1855: Chiesa Parrocchiale di Maria e Urbano Formigosa (MN)
- 1855: Chiesa Parrocchiale di Sant'Eusebio, Grosotto (SO)
- 1855: Chiesa Parrocchiale dei Santi Gervasio e Protasio, San Gervasio Bresciano (BS)
- 1856: Chiesa Parrocchiale di Santa Maria Assunta, Piano di Bovegno (BS)
- 1856: Chiesa Parrocchiale di Santo Stefano, Dongo (CO)
- 1856: Chiesa Parrocchiale di Santa Maria Assunta, Pisogne (BS)
- 1857: Chiesa Parrocchiale di Sant'Anna, Bergamo
- 1857: Chiesa Parrocchiale di San Zenone, Ambivere (BG)
- 1858: Chiesa conventuale di Santa Domenica, attuale collocazione Chiesa Parrocchiale di Santa Croce, Nicosia (EN)
- 1858: Chiesa di San Michele Arcangelo ai Minoriti, Catania
- 1858: Chiesa Prepositurale dei Santi Pietro e Paolo, Primaluna (LC)
- 1858: Chiesa Parrocchiale di San Giovanni Battista, Ragusa
- 1859: Chiesa Parrocchiale di S. Apollonio di Bovezzo (BS)
- 1859: Chiesa Parrocchiale di San Bernardino, Lizzola di Valbondione (BG)
- 1860: Chiesa Parrocchiale di San Michele Arcangelo, Trecasali (PR)
- 1861: Chiesa Prepositurale di Sant'Alessandro della Croce, Bergamo
- 1861: Chiesa Parrocchiale dei Santi Pietro e Paolo, Calvenzano (BG)
- 1861: Chiesa Parrocchiale di Sant'Agata, Santhià (VC)
- 1861: Chiesa Parrocchiale di San Bartolomeo Apostolo, Songavazzo (BG)
- 1862: Chiesa di Santa Maria Assunta, Oriano di San Paolo (BS)
- 1862: Santuario della Beata Vergine della Torre, Sovere (BG)
- 1863: Basilica Collegiata Santuario "Santa Maria dell'Elemosina", Biancavilla (CT)
- 1863: Chiesa della Santissima Annunziata, Lentigione di Brescello (RE)
- 1864: Chiesa Madre di Santa Maria Assunta, Adrano (CT)
- 1864: Chiesa di Santa Maria e San Marco, Bergamo
- 1864-65: Basilica di San Lorenzo, Firenze[6]
- 1865: Chiesa madre di Sant'Isidoro, Giarre (CT)
- 1865: Duomo di Santa Maria Annunziata, Salò (BS)
- 1866: Chiesa di San Giacomo, Roncaglia (SO)
- 1867: Chiesa parrocchiale di Sant'Andrea Apostolo, Salvarosa di Castelfranco Veneto (TV)
- 1867: Pieve Santi Pietro e Paolo, Guastalla (RE)
- 1867: Chiesa Parrocchiale di San Zenone Vescovo e Martire, Osio Sopra (BG)
- 1868: Parroquia Nuestra Señora de Monserrat, Buenos Aires, Argentina.
- 1874: Basilica Santa Caterina Alessandrina, Pedara (CT)
- 1876: Chiesa di Sant'Apollinare Vescovo, Valeriano Lunense di Vezzano Ligure (SP)
- 1878: Chiesa di Sant'Orsola, Palermo
- 1882: Duomo di San Giorgio, Organo Maximum Ragusa Ibla (RG)
- 1883 Chiesa delle Anime Sante del Purgatorio[7], Ragusa
- 1887 Chiesa di san Giovanni Battista, Chiaramonte Gulfi (RG)
- 1890 Chiesa di san Pietro apostolo, Retignano di Stazzema (LU)
- 1893 Chiesa di san Filippo di Agira, Chiaramonte Gulfi (RG)
- 1893: Chiesa del Santissimo Salvatore, Ragusa